# Mundulea ankazobeensis
Mundulea ankazobeensis är en ärtväxtart som beskrevs av Du Puy och Jean-Noël Labat. Mundulea ankazobeensis ingår i släktet Mundulea och familjen ärtväxter. Inga underarter finns listade i Catalogue of Life.